# Апостол Карамитев
Апостол Милев Карамитев е български театрален и филмов актьор, популярен между 50-те и 70-те години на XX век.

## Живот и кариера
Апостол Карамитев е роден на 17 октомври 1923 г. в Бургас, а в София се премества за да учи право, след като завършва италианската гимназия. Въпреки това, скоро избира да се занимава с театър. Завършва ВИТИЗ „Кръстьо Сарафов“ през 1951 г. със специалност „Актьорско майсторство“ в класа на професор Боян Дановски. Дълги години е сред водещите актьори на Народния театър „Иван Вазов“ (от 1947), където създава поредица от забележителни роли. Сред тях е Ромео в „Ромео и Жулиета“ на Уилям Шекспир, с режисьор Стефан Сърчаджиев през 1953 г.
Жени се за актрисата Маргарита Дупаринова, с която има син и дъщеря, също актьори: Момчил Карамитев и Маргарита Карамитева.
Неговият дебют в киното е във филма „Утро над родината“, през 1951 г. Актьорският му метод е описан като съчетание на „интелектуалния анализ с дълбочина на емоционалния живот“.
Специализира режисура в Москва. От 1969 г. до смъртта си е доцент и преподавател по актьорско майсторство за драматичен театър и режисура за драматичен театър във ВИТИЗ.
През 1971 г. Карамитев озвучава всичките образи (мъжки и женски) в дублажа на английския сериал „Сага за Форсайтови“ за Българска телевизия (сегашно БНТ).
Леон Даниел си спомня за Карамитев, че „беше красив, много красив, но неговата красота тогава не беше на мода, в живота се харесваше, но в театъра се предпочитаха по ръбестите или по-лиричните, а неговата хубост беше по-буйна, по-„апашка“, италианска... Дановски го утешил. Казал му бил „Твоето време скоро ще дойде.“ Чочо му повярва. След две-три години стана първата българска звезда. С всички плюсове и минуси на това звание.“
Карамитев почива преди да завършат снимките на филма „Сватбите на Йоан Асен“ през 1973 г. от рак на черния дроб. На негово име е кръстен драматичният театър в Димитровград.

## Награди и отличия
- Заслужил артист (1963).
- Народен артист (1969).
- Орден „Кирил и Методий“ – I ст. (1954).
- Орден „НРБ“ – I ст. (1973).
- Димитровска награда – II ст. (колективна) за филма Наша земя (1953).
- „Награда със специална почетна грамота за мъжка роля“ на (Мишо Кръстев) във филма Това се случи на улицата на МКФ (Карлови Вари, Чехословакия, 1956).
- „I награда за мъжка роля“ за ролята на (Симеон) в пиесата „Монахът и неговите синове“ на IV национален преглед на българската драма и театър (1969).
- На Апостол Карамитев е наречена улица в София (Карта).

## Театрални роли
- „Дон Карлос“ – маркиз Поза
- „И най-мъдрият си е малко прост“ – Глумов
- „Ромео и Жулиета“ (Уилям Шекспир) – Ромео
- „В полите на Витоша“ – Христофоров
- „Монахът и неговите синове“ – Симеон
- „Моцарт и Салиери“ (1967)
- „Напразни усилия на любовта“ (1963) (Уилям Шекспир)
- „И най-мъдрият си е малко прост“ (1961) (А.Н.Островски) – Глумов
- „Хенри IV“ - Хенри IV
- „Скандал в Брикмил“ (Джон Пристли)

## Телевизионен театър
- „Тойфеловата кула“ (1974) (Богомил Герасимов)
- „Не подлежи на обжалване“ (1973) (Лозан Стрелков)
- „Рожден ден“ (1971) (Драгомир Асенов)
- „Разпаленият въглен“ (1970) (Лозан Стрелков)
- „Театралният директор“ (1967), мюзикъл
- „Новият“ (1967) (Марек Домански)
- „Болничната стая“ (1964)
- „Две тъжни истории за любовта“ (по Антон Павлович Чехов) – Иван Алексеевич Огнев

## Озвучаващи роли
| Година    | Филми и Сериали                                                 | Серии | Копродукции    | Роля                  |
| --------- | --------------------------------------------------------------- | ----- | -------------- | --------------------- |
| 1967 – 70 | Форсайтови – (The Forsyte Saga) Сага за Форсайтови – 2 заглавие | 26    | Великобритания | озвучава през 1971 г. |

## Филмография
| Година | Филми и Сериали                      | Серии | Копродукции           | Роля                                                                                 |
| ------ | ------------------------------------ | ----- | --------------------- | ------------------------------------------------------------------------------------ |
| 1975   | Сватбите на Йоан Асен                | 2     |                       | цар Йоан Асен, първородният син на цар Иван Асен I и царица Елена, баща на Белослава |
| 1969   | Малки тайни (Heimlichkeiten)         |       | ФРГ/България          | полковник Дамянов, следователят                                                      |
| 1969   | Свобода или смърт                    |       |                       | Давид Тодоров                                                                        |
| 1968   | Бялата стая                          |       |                       | Петър Александров                                                                    |
| 1968   | Един снимачен ден (тв)               |       |                       | актьорът                                                                             |
| 1966   | Рицар без броня                      |       |                       | вуйчо Георги                                                                         |
| 1966   | В новия квартал                      |       |                       | художникът                                                                           |
| 1962   | Специалист по всичко                 |       |                       | Апостол                                                                              |
| 1962   | Двама под небето                     |       |                       | Стефан Иванов Ковачев                                                                |
| 1961   | Нощта срещу 13-и                     |       |                       | инж. Тодор Примов/Първан Примов                                                      |
| 1960   | Три звезди (Három csillag)           |       | Унгария               | Михаил                                                                               |
| 1959   | Пътища                               |       |                       | инженер Стамен Петров (в новелата „Пътят минава през Беловир“)                       |
| 1958   | Любимец №13                          |       |                       | Радосвет/Радослав                                                                    |
| 1957   | Хайдушка клетва                      |       |                       | Страхил войвода, хайдутин                                                            |
| 1957   | Легенда за любовта (Legenda o lásce) |       | Чехословакия/България | Фархад, придворният художник                                                         |
| 1955   | Това се случи на улицата             |       |                       | Мишо Кръстев, шофьор                                                                 |
| 1955   | Героите на Шипка                     |       | СССР/България         | Петко, български опълченец                                                           |
| 1954   | Песен за човека                      |       |                       | Будинов, поет декадент                                                               |
| 1952   | Наша земя                            |       |                       | капитан Велков                                                                       |
| 1952   | Под игото                            |       |                       | дякон Викенти                                                                        |
| 1951   | Утро над родината                    |       |                       | Велизаров                                                                            |